# Gymnoderus foetidus
El cuellopelado (Gymnoderus foetidus), también denominado cuervo-frutero de cuello pelado (en Perú), pavita pescuecipelada (en Bolivia y Venezuela), frutero vulturino o toropisco hediondo (en Colombia),  o anambé paloma, es una especie de ave paseriforme en la familia Cotingidae, el único miembro del género Gymnoderus. Es nativo de la cuenca del Amazonas y del escudo guayanés en América del Sur.

## Distribución y hábitat
Se distribuye en las selvas de tierras bajas de la Amazonia y cuenca del alto río Orinoco, desde el sureste de Colombia (también se extiende hacia el norte a lo largo de la base de los Andes hasta el oeste de Meta), sur de Venezuela (Amazonas), Guyana, Surinam y Guayana francesa, y hacia el sur hasta el este de Ecuador, este del Perú, Brasil (al este hasta la cuenca del río Tocantins y hacia el sur hasta el sur de Mato Grosso, incluyendo la cuenca del alto río Paraguay) y centro de Bolivia; en la región norte, aparentemente está ausente de la mayor parte de la cuenca del río Negro.
Se encuentra en la selva amazónica, especialmente cerca de los ríos y várzeas. Es considerado relativamente común y conspícuo en los bordes de la selva, pero también en el dosel de terra firme. Por lo general es menos frecuente y más local al norte del río Amazonas. Hasta altitudes de 500 m.

## Descripción

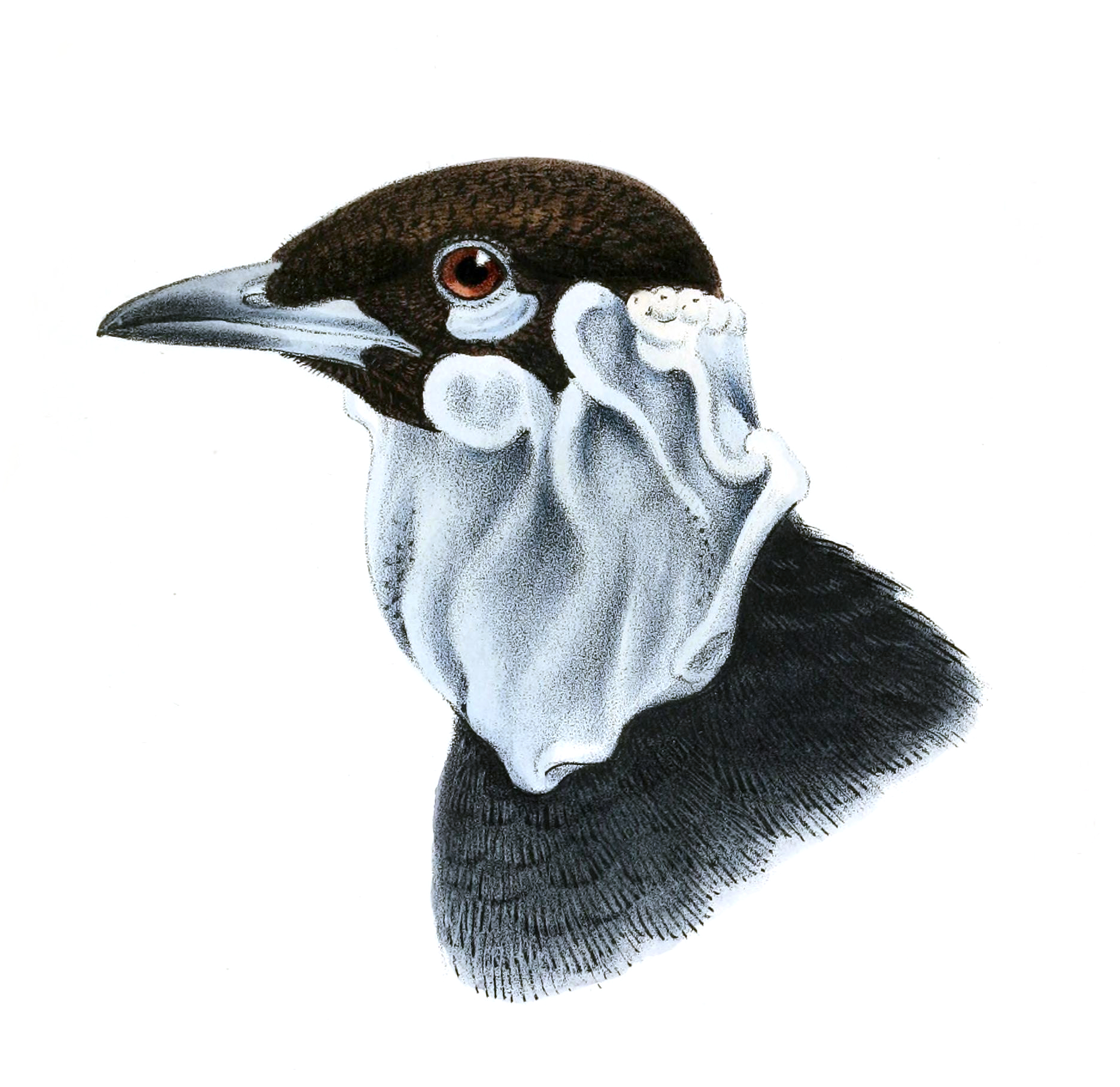
Cabeza de Gymnoderus foetidus, ilustración de Keulemans, para The Ibis, 1901.

El macho mide en promedio 38 cm y  la hembra 33 cm de longitud. El pico es azulado pálido, negro en la punta. Ambos sexos son, en general, principalmente negruzcos, pero el macho tiene las alas en contrastante color gris plateado (obvias, tanto en vuelo como en percha); las plumas de la cabeza son cortas y felpudas; los lados de la cabeza y del cuello son desplumados y de color azul pálido, con la piel cayendo en dobleces. La hembra, menor, es más pizarrosa, las alas del mismo color del resto, más pálida en el vientre y en la parte inferior de la cola; la piel desnuda en el pescuezo es menos extensa. Los juveniles son como las hembras pero escamados de blanco por abajo.

## Comportamiento
La hembra recuerda vagamente a la del paragüero ornado (Cephalopterus ornatus), especialmente en un vuelo distante y ambas pueden ser encontradas juntas. A menudo es visto volando alto sobre el dosel con batidas profundas de las alas, como remadas, las alas del macho con destellos plateados. Aves encaramadas saltan de rama en rama como tucanes. A pesar de su nombre científico, no huelen mal.

### Alimentación
Su dieta consiste tanto de frutos como de grandes insectos.

### Vocalización
Usualmente son silenciosos, pero machos en exhibición saben dar un «buum».

## Sistemática

### Descripción original
La especie G. foetidus fue descrita por primera vez por el naturalista sueco Carlos Linneo en 1758 bajo el nombre científico Gracula foetida; la localidad tipo es «Surinam».
El género Gymnoderus fue descrito por el naturalista francés Étienne Geoffroy Saint-Hilaire en 1809.

### Etimología
El nombre genérico masculino «Gymnoderus» se compone de las palabras del griego «gumnos» que significa ‘pelado’, ‘desnudo’, y «dera» que significa ‘cuello’, ‘pescuezo’; y el nombre de la especie «foetidus», proviene del latín y significa ‘que huele mal’.

### Taxonomía
Berv & Prum (2014) produjeron una extensa filogenia para la familia Cotingidae reflejando muchas de las divisiones anteriores e incluyendo nuevas relaciones entre los taxones, donde se propone el reconocimiento de cinco subfamilias. De acuerdo a esta clasificación, Gymnoderus pertenece a una subfamilia Cotinginae Bonaparte, 1849, junto a Lipaugus (incluyendo Tijuca), Procnias, Cotinga, Porphyrolaema, Conioptilon, Xipholena y Carpodectes. El Comité de Clasificación de Sudamérica (SACC) aguarda propuestas para modificar la secuencia linear de los géneros y reconocer las subfamilias. El Comité Brasileño de Registros Ornitológicos (CBRO), en la Lista de las aves de Brasil - 2015 ya adopta esta clasificación.